# Muhammad Hamza az-Zubajdi
Muhammad Hamza az-Zubajdi, arab. ‏محمد حمزة الزبيدي‎ (ur. 1938, zm. 2 grudnia 2005) – iracki polityk, współpracownik Saddama Husajna, premier Iraku.

## Życiorys
W marcu 1991 roku brał aktywny udział w brutalnym tłumieniu powstania szyitów. Wkrótce został powołany w skład Rady Dowództwa Rewolucji, a we wrześniu 1991 roku zastąpił Saduna Hammadiego na stanowisku premiera. Kierował rządem przez dwa lata; we wrześniu 1993 roku został wicepremierem, a funkcję premiera przejął początkowo Ahmad Husajn as-Samarra’i, a w maju 1994 roku - Saddam Husajn. Az-Zubajdi oprócz stanowiska rządowego pozostał także członkiem Rady Dowództwa Rewolucji, a od grudnia 1998 roku w randze generała kierował centralnym okręgiem wojskowym i był wojskowym gubernatorem Bagdadu (do 2000 roku). W 1999 roku nieudanego zamachu na jego życie dokonali rebelianci szyiccy. 
W czasie wojny w Iraku w 2003 roku trafił do tzw. Amerykańskiej Talii Kart, gdzie wśród najbardziej poszukiwanych przedstawicieli ekipy Saddama Husajna figurował jako "dama pik". Został ujęty przez Amerykanów w kwietniu 2003 roku i ostatnie lata życia spędził w więzieniu. Zmarł w szpitalu więziennym krótko przed rozpoczęciem procesu. Według oficjalnego komunikatu śmierć nastąpiła z przyczyn naturalnych; inny więzień, przyrodni brat Saddama Husajna Barzan Ibrahim al-Tikriti, zarzucił Amerykanom brak odpowiedniej pomocy medycznej dla chorego na nowotwór az-Zubajdiego, co miało przyspieszyć jego zgon.